# Chrysotaenia monops
Chrysotaenia monops là một loài bướm đêm trong họ Geometridae.